# Ernest Oppenheimer
Ernest Oppenheimer (ur. 22 maja 1880 we Friedbergu, zm. 25 listopada 1957 w Johannesburgu) – południowoafrykański przemysłowiec, finansista i polityk, zaangażowany w rozwój górnictwa na terenie Południowej Afryki. Wieloletni prezes przedsiębiorstw wydobywczych Anglo American oraz De Beers.

## Życiorys
Urodził się 22 maja 1880 roku we Friedbergu, wówczas w Królestwie Prus, w rodzinie żydowskiej; jego ojciec był sprzedawcą cygar. W wieku 16 lat emigrował do Londynu, gdzie tak jak dwóch jego starszych braci podjął pracę w firmie A. Dunkelsbuhler & Co. prowadzącej sprzedaż diamentów. W 1901 roku uzyskał brytyjskie obywatelstwo. Rok później został wysłany jako przedstawiciel firmy do Kimberley, w brytyjskiej Kolonii Przylądkowej (od 1910 roku część Południowej Afryki), gdzie znajdowała się jedna z największych na świecie kopalni diamentów; tam osiadł. W latach 1912–1915 był burmistrzem tego miasta.
Podczas I wojny światowej (1914–1918) Południowa Afryka przeprowadziła zwycięską kampanię przeciw Niemieckiej Afryce Południowo-Zachodniej (obecna Namibia). Oppenheimer zaangażował się w wysiłek wojenny, współorganizując pułk piechoty Kimberley Regiment oraz siłę roboczą na potrzeby budowy linii kolejowej o znaczeniu strategicznym. W 1920 roku otrzymał od króla Jerzego V za swoje zasługi tytuł szlachecki.
W 1917 roku założył przy wsparciu zagranicznych inwestorów (m.in. J.P. Morgana) spółkę Anglo American Corporation, która podjęła eksploatację złóż złota w regionie Witwatersrand. Dwa lata później założył również spółkę Consolidated Diamond Mines of South West Africa (CDM), prowadzącą wydobycie diamentów na terenie Afryki Południowo-Zachodniej, która przeszła po wojnie pod zwierzchnictwo południowoafrykańskie. Kierowane przez Oppenheimera przedsięwzięcie zagroziło dominującej pozycji potentata na rynku diamentów – spółki De Beers. W zamian za konsolidację obu przedsiębiorstw Oppenheimer wynegocjował dla siebie udziały w De Beers oraz stanowisko członka rady dyrektorów. W 1929 roku Oppenheimer objął funkcje przewodniczącego i prezesa tej spółki, której większościowym udziałowcem zostało wówczas Anglo American Corporation.
W kolejnych latach prowadził działania na rzecz umocnienia pozycji obu kontrolowanych przez niego przedsiębiorstw na rynku światowym. W 1934 roku z jego inicjatywy powstała organizacja Diamond Trading Company (zwana również Central Selling Organization, CSO), pośrednicząca między producentami a sprzedawcami diamentów. Jej działalność służyła stabilizacji cen diamentów na odpowiednio wysokim poziomie i przyczyniła się do monopolizacji rynku światowego przez De Beers. Oppenheimer kierował spółkami De Beers i Anglo American do swojej śmierci w 1957 roku. De Beers kontrolowało wówczas ponad 80% światowego rynku diamentów, a Anglo American odpowiadało za co najmniej 40% produkcji złota w Południowej Afryce. Kierownictwo nad obiema spółkami przejął po nim jego syn Harry Oppenheimer.
W latach 1924–1938 zasiadał w Zgromadzeniu Ludowym, izbie niższej południowoafrykańskiego parlamenentu. Związany był z Partią Południowoafrykańską (South African Party), cieszył się sympatią jej przewodniczącego – Jana Smutsa, premiera kraju w latach 1919–1924 oraz 1939–1948.
Zmarł na atak serca 25 listopada 1957 roku; po jego śmierci w Południowej Afryce ogłoszono żałobę narodową.